# Азнавур, Овсеп
Овсеп Азнавур (арм. Հովսեփ Ազնավուր, з.-арм. Յովսէփ Ազնաւուր; 1854, Лондон — июнь 1935, Каир) — османский архитектор армянского происхождения. Известен строительством болгарской церкви Святого Стефана в Стамбуле, Турция .

## Биография
Родился в Лондоне в 1854 году, в 1867 году семья Азнавура переехала в Стамбул. Азнавур обучался в Академии изящных искусств в Риме. Некоторые из его самых известных работ — Болгарская церковь Святого Стефана, Квартира Мысыр и Пассаж Азнавура. Его мастерская находилась в Сен-Пьер-Хан в Галате .
Азнавур активно участвовал в жизни армянской общины. В 1921 году он стал одним из основателей партии Рамгавар — одной из трех основных исторических армянских политических партий. Он бежал из Стамбула после геноцида армян и умер в конце июня 1935 года в Каире, Египет.